# Ottone Secondo Tournon
Ottone Secondo Tournon, conte (Crescentino, 14 novembre 1833 – Cuorgnè, 16 agosto 1915), è stato un militare e politico italiano.

## Biografia
Dopo la laurea in ingegneria idraulica e architettura civile all'università di Torino nel 1855 si arruola nell'esercito piemontese, nel quale entra come sottotenente presso lo Stato maggiore del genio militare. Raggiunge il grado di tenente generale nel 1891 e durante la sua carriera ha fatto parte del 1º e del 2º reggimento zappatori e del 2º, 3º e 5º reggimento del genio. Ha comandato il 1º reggimento del genio, di cui è stato anche ispettore generale, e la scuola militare di Modena. Ha preso parte alla seconda e terza guerra d'indipendenza ed ha ricevuto diversi encomi per i soccorsi prestati nel Polesine durante l'inondazione del 1872 e per l'organizzazione di grandi manovre all'estero.